# چرخ و محور
چرخ و محور (به انگلیسی: The wheel and axle) یکی از شش ماشین ساده است. ایده چرخ و محور به‌طور کلی بر مبنای یک چرخ که به یک محور متصل شده و این دو با هم می‌چرخند، پس بنابراین نیرو می‌تواند از یکی به دیگری منتقل شود، استوار شده‌است. در این ترکیب بندی یک لولا یا تکیه گاه(یاتاقان)، چرخش محور را نگهداری می‌کنددرواقع چرخ و محور به طوری که با چرخش چرخ می چرخد محور نیزمیچرخد ((((((تعداد این دور ها با هم برابر است)))))